# Piusorden
Piusorden (italienska: Ordo Pianus eller Ordine Piano), är en orden instiftad 1847 av påven Pius IX. Orden bärs i mörkblått band med röd-blå-röda kanter.